# Anatólio (prefeito pretoriano)
Anatólio (em latim: Anatolius) foi um oficial romano durante o reinado do imperador Constâncio II. Nascido em Beirute, Anatólio foi governador consular da Síria em 349, vigário da Ásia em 352, procônsul de Constantinopla em 354 e prefeito pretoriano da Ilíria entre 357-359; recusou o cargo de prefeito urbano de Roma em 355. Foi considerado por seus contemporâneos como eficiente, estrito e incorruptível, além de ter sido grande conhecedor do direito romano e um aficionado por cultura grega. Devido a um desentendimento com Libânio, filósofo sofista grego, Anatólio foi alvo de diversas cartas hostis.